# El secreto de Alejandra
El secreto de Alejandra es una telenovela mexicana producida y creada por Jorge Lozano Soriano para Televisa en 1997. Se estrenó a través del Canal de las Estrellas el 1 de diciembre de 1997 en sustitución de Alguna vez tendremos alas, y finalizó abruptamente el 2 de enero de 1998 siendo reemplazado por Mi pequeña traviesa. Está protagonizada por María Sorté y Leonardo Daniel.
Esta historia original fue recortada debido a su controversial temática: el tráfico de órganos. Esta telenovela estuvo empatada con Atrévete a olvidarme como la más recortada en la historia de Televisa, con una duración de únicamente cinco semanas y 25 capítulos al aire.

## Argumento
María Sorté interpreta a dos mujeres idénticas (aunque no hermanas) y de personalidades opuestas. María es una actriz fracasada y empleada de farmacia, que vive atormentada por su marido, Rubén (David Ostrosky), un secuestrador y asesino que trabaja para una red de tráfico de órganos. María nunca pudo tener hijos, ya que los maltratos de su marido le provocaron un aborto que la dejó estéril. Al iniciar la telenovela, intenta suicidarse. 
Alejandra es una millonaria cuyo hijo, Matías (Rodrigo Vidal), necesita urgentemente un trasplante de riñón. Ella misma está enferma de cáncer terminal, pero no quiere que su familia se entere y le aterra la idea de dejar desamparado a Matías. 
En complicidad con Sergio, su doctor (Leonardo Daniel), Alejandra se presenta frente a María y le propone que intercambien sus vidas. Así, María podría dejar atrás su vida de mujer maltratada, cuidar al hijo de Alejandra y asegurarse de que reciba el trasplante que requiere. Además, ello sería el mayor triunfo como actriz para María.
Después de muchos intentos por convencerla, María acepta. Durante el primer mes de emisión de la telenovela, las dos mujeres preparan el intercambio de vidas; María, llena de dudas, se aprende los detalles de la vida de Alejandra, mientras esta anuncia a su familia que se va de viaje. Finalmente se realiza el cambio de identidades, y la falsa María (Alejandra) muere en el hospital para sorpresa de sus amigas, (Macaria y Carmelita González), mientras que la falsa Alejandra (María) regresa a su casa y conoce finalmente a Matías. 

### Final
Hasta aquí, la historia había seguido el rumbo original, pero con la repentina cancelación, se improvisó un final repentino que comienza con la última escena del capítulo 24. El secreto de la falsa Alejandra se descubre inmediatamente gracias a unas grabaciones que la verdadera Alejandra le dejó a Matías. Ella dejó instrucciones de que únicamente escuchara el casete en caso de emergencia, si ella un día decidiera irse de la casa. Matías tiene un presentimiento y desobedece las instrucciones; al escuchar el casete se entera de la verdad, pero sin dudarlo un momento decide aceptar a su "nueva madre" y le ofrece guardar el secreto. Por otro lado, Sergio resulta estar profundamente enamorado de María (también él había recibido un casete grabado por la difunta). Todas las subtramas y conflictos de la telenovela, que claramente estaban pensadas para durar meses, se resuelven en uno de los finales más apresurados de la historia de este género. Al final, dejó un mensaje en la última escena de la telenovela: 

Ojalá con «El secreto de Alejandra» hayamos logrado despertar una inquietud de caridad en los corazones de la gente. Si nuestras conciencias dormidas, despertaran, habremos cumplido el principal objetivo de esta telenovela: La donación de nuestros órganos. ¡Con nuestra muerte salvemos otras vidas!
— Jorge Lozano Soriano

## Elenco

### Reparto principal
- María Sorté como María Soler / Alejandra Monasterio
- Leonardo Daniel como Sergio Duval
- Lisette Morelos como Carola
- Rodrigo Vidal como Matías Monasterio
- David Ostrosky como Rubén
- Norma Lazareno como Paulina
- Macaria como Elvira
- Karyme Lozano como Vanessa

### Recurrentes
- Alec Von Bargen como Gerardo Espinoza
- Carmelita González como Doña Pura
- Claudio Báez como Dr. Núñez
- Rosita Quintana como Sofía Monasterio
- Carlos Rotzinger como Cristóbal
- Angélica Vale como Gloria
- Blanca Sánchez como Rosalía
- Otto Sirgo como Carlos
- Lalo "El Mimo" como Macario
- Arlette Pacheco como Ivonne
- Gastón Tuset como Augusto
- Jerardo como Federico
- Christian Tappan como David
- Liza Willert como Sra. Soriano
- Luis Xavier como Víctor
- Kokin como Isaías
- Mariana Karr como Luvia Alperte
- María Idalia
- Toño Infante
- Arturo Lorca
- Beatriz Martínez
- Julio Monterde
- Clara María Diar
- Claudia Ferreiro

## Equipo de producción
- Historia original de: Jorge Lozano Soriano
- Adaptación: Lila Yolanda Andrade, Carlos Lozano Dana
- Edición literaria: Tere Medina Davo
- Tema musical: Un sueño prohibido
- Letra: Rosita Quintana
- Intérprete: María Sorté
- Música original: Amparo Rubín
- Arreglos musicales: Alberto Núñez Palacio
- Escenografía: Rocío Velez
- Ambientación: Claudia Álvarez
- Diseño de vestuario: Tino Cheschitz, Lorena Huertero
- Director de arte: Juan José Urbini
- Editor: Víctor Hugo Flores Ordaz
- Gerente administrativo: Ricardo García
- Jefe de foro: Carlos Soria Pulgar
- Jefa de reparto: Carmen Flores
- Jefe de locaciones: Arturo Romo Medina
- Jefe de producción: Carlos Mercado Orduña
- Coordinación general de producción: Beatriz Soria Pulgar
- Dirección de cámaras en locación: Rodolfo Morales
- Dirección de escena en locación: Xavier Marc
- Dirección de cámaras: Isabel Basurto
- Productor asociado: José Luis León
- Dirección: Lorenzo de Rodas
- Productor: Jorge Lozano Soriano

## Premios y nominaciones

### Premios TVyNovelas 1997
| Categoría         | Persona  | Resultado |
| ----------------- | -------- | --------- |
| Mejor actor joven | Alex Von | Nominado  |